# شبکه پلیمری درهم‌نفوذکننده

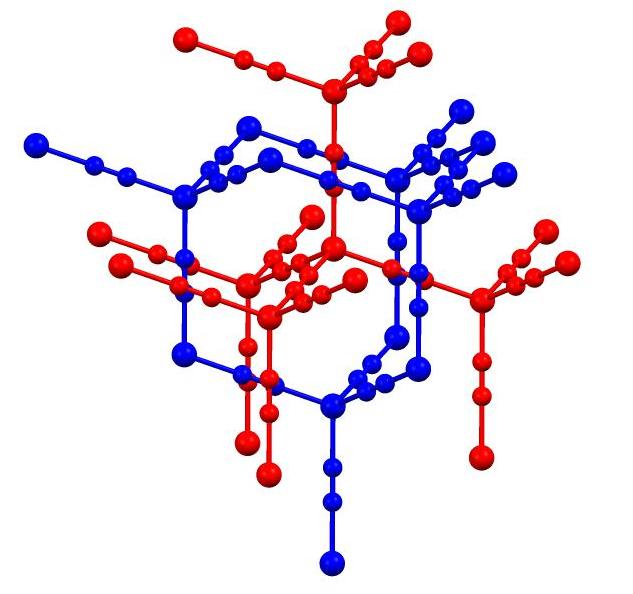
ساختار سیانید کادمیوم (Cd(CN) _{2})، ساختار متقابل را برجسته می‌کند. آبی = یک زیرساخت Cd(CN) _{2}، قرمز = دیگر زیرساخت Cd(CN) _{2}.

شبکه پلیمری درهم‌نفوذکننده (انگلیسی: Interpenetrating polymer network) پلیمری متشکل از دو یا چند شبکه است که حداقل تا حدی در مقیاس پلیمری در هم آمیخته شده‌اند اما به صورت کووالانسی به یکدیگر متصل نیستند. شبکه را نمی‌توان جدا کرد مگر اینکه پیوندهای شیمیایی شکسته شود دو یا چند شبکه را می‌توان به گونه ای تصور کرد که به هم پیوسته باشند و نتوان آنها را از هم جدا کرد، اما با هیچ پیوند شیمیایی به یکدیگر متصل نشوند.
اختلاط ساده دو یا چند پلیمر باعث ایجاد شبکه پلیمری متقابل (بلند پلیمری) نمی‌شود، همچنین ایجاد یک شبکه پلیمری از بیش از یک نوع مونومر که برای تشکیل یک شبکه به یکدیگر متصل شده‌اند (هتروپلیمر یا کوپلیمر) ایجاد نمی‌کند.
شبکه‌های پلیمری نیمه-درهم نفوذکننده(SIPN) و شبکه‌های پلیمری شبه –درهم نفوذکنندهوجود دارند.
برای تهیه IPNها و SIPNها، اجای مختلف به طور همزمان یا به صورت متوالی تشکیل می‌شوند.

## تاریخچه
اولین IPN شناخته شده ترکیبی از رزین فنل فرمالدئید با لاستیک طبیعی ولکانیزه ساخته شده توسط Jonas Aylsworth در سال ۱۹۱۴. با این حال، این قبل از فرضیه استودینگر در مورد ماکرومولکول‌ها بود و بنابراین اصطلاحات "پلیمر" یا "IPN" هنوز استفاده نشده بودند. اولین استفاده از اصطلاح "شبکه‌های پلیمری در هم نفوذ کننده" برای اولین بار توسط J.R. Millar در سال ۱۹۶۰ هنگام بحث در مورد شبکه‌های کوپلیمرهای استایرن-دیوینیل بنزن سولفونه شده و سولفونه نشده معرفی شد.

## ویژگی‌های مکانیکی
اختلاط مولکولی در مقایسه با پلیمرهای سازنده آنها، مناطق انتقال شیشه ای برخی از مواد IPN را گسترش می‌دهد. این ویژگی منحصر به فرد خواص میرایی مکانیکی عالی را در طیف وسیعی از دماها و فرکانس‌ها به دلیل زاویه فاز نسبتاً ثابت و بالا فراهم می‌کند. در IPNهای متشکل از هر دو پلیمر لاستیکی و شیشه ای، چغرمگی قابل توجهی در مقایسه با پلیمرهای تشکیل دهنده مشاهده می‌شود. هنگامی که جزء شیشه ای یک فاز مجزا و ناپیوسته را تشکیل می‌دهد، ماهیت الاستومری فاز لاستیکی پیوسته می‌تواند حفظ شود در حالی که چقرمگی کلی ماده و ازدیاد طول آن در هنگام شکست افزایش می‌یابداز سوی دیگر، هنگامی که پلیمر شیشه‌ای یک فاز دوپیوسته را در شبکه لاستیکی تشکیل می‌دهد، ماده IPN می‌تواند مانند یک پلاستیک مقاوم در برابر ضربه رفتار کند

## مورفولوژی
اکثر IPNها به‌طور کامل در مقیاس مولکولی نفوذ نمی‌کنند، بلکه مورفولوژی‌های فاز پراکنده یا دوپیوسته کوچک با مقیاس‌های طول مشخصه در حد ده‌ها نانومتر را تشکیل می‌دهند با این حال، از آنجایی که این مقیاس‌های طولی نسبتاً کوچک هستند، اغلب در مقیاس ماکروسکوپی همگن در نظر گرفته می‌شوند. طول‌های مشخصه مرتبط با این حوزه‌ها اغلب با طول زنجیره‌های بین پیوندهای عرضی مقیاس می‌شوند، و بنابراین مورفولوژی فازها اغلب توسط چگالی اتصال عرضی شبکه‌های تشکیل‌دهنده دیکته می‌شود IPNها اغلب قادرند این مورفولوژی‌های پیچیده را در مدت زمان طولانی در مقایسه با آنچه که می‌توان با مخلوط‌های پلیمری ساده به دست آورد، حفظ کرد. علاوه بر این، IPNها اغلب می‌توانند این مورفولوژی‌های پیچیده را در دوره‌های زمانی طولانی در مقایسه با آنچه که با مخلوط‌های پلیمری ساده به دست می‌آید، حفظ کنند.

## کاربردها
IPNها در قطعات خودرو (از جمله رنگ مدرن خودرو)، مواد میرایی، دستگاه‌های پزشکی، ترکیبات قالب‌گیری، و در پلاستیک‌های مهندسی استفاده شده‌اند در حالی که مزایای زیادی از خواص مکانیکی پیشرفته مواد IPN حاصل می‌شود، ویژگی‌های دیگری مانند مقاومت در برابر تورم حلال نیز می‌تواند IPNها را به یک ماده مورد علاقه تجاری تبدیل کند کاربردهای جدیدتر و زمینه‌های تحقیقاتی برای IPNها شامل استفاده در سیستم‌های دارورسانی، مواد ذخیره انرژی و مهندسی بافت است.